# قنبلة هيدروجينية

أساسيات تصميم تيللر-أولام للسلاح النووي الحرارى. الإشعاع من قنبلة ذرية أولية تولد ضغطا على القسم الثانوي الذي يحتوي على كل من وقود الانشطار والانصهار. يتم تسخين المضغوط الثانوي من الداخل من خلال انفجار الانشطار الثاني.

القنبلة الهيدروجينية هي سلاح نووي ينتج طاقة نووية عالية من تفاعل انشطار نووي ابتدائي يعمل على ضغط وإشعال تفاعل اندماج نووي ثانوى. وتزداد نتيجة الانفجار إلى حد كبير من حيث القوة التفجيرية بالمقارنة مع أسلحة الانشطار ذات المرحلة الواحدة. يشار بالعامية إليها باسم القنبلة الهيدروجينية أو القنبلة-H لأنها توظف انصهار الهيدروجين. إن مرحلة الانشطار في مثل هذه الأسلحة مطلوبة لإحداث الانصهار الذي يحدث في أسلحة نووية حرارية.
تصنع هذه القنابل بواسطة تحفيز عملية الاندماج النووي بين نظائر عناصر كيميائية لعنصر الهيدروجين وبالأخص النظيرين التريتيوم وديوتيريوم حيث ينتج من اتحاد هذين النظيرين للهيدروجين ذرة هيليوم مع نيوترون إضافي ويكون الهيليوم الناتج من هذه العملية أثقل كتلة من الهيليوم الطبيعي، وتقاس قوة القنبلة الهيدروجينية بالميجا طن (بالمليون طن من مادة تي إن تي).
وفي البداية استعمل وطور مفهوم القنبلة الهيدروجينية عام 1952 وحينها استعمل من قبل معظم الأسلحة النووية في العالم. إن التصميم الحديث لجميع الأسلحة الحرارية النووية في الولايات المتحدة يعرف باسم تاريخ تصميم تيلر-أولام وذلك حسب المساهمين اثنين، إدوارد تيلر وستانيسلو أولام، اللذان طورا النظام في عام 1951 ولقد أثيرت بعض المفاهيم في الولايات المتحدة التي وضعت بمساهمة من جون فون نيومان. وكان أول اختبار لنموذج أولي للقنبلة الهيدروجينية أو النووية «لبلاب مايك» في عام 1952، والذي أجرته الولايات المتحدة. وهي تعد أول قنبلة نووية جاهزة للاستخدام وكان («جو 4») هو اسم كودي أميركي لأول اختبار سوفيتي لسلاح نووي حراري في 12 أغسطس 1953، وتم اختباره بتاريخ 12 أغسطس 1953، في الاتحاد السوفيتي. ولقد طورت معدات مماثلة في المملكة المتحدة، والصين، وفرنسا، والدول الأخرى المسلحة نوويًا، كإسرائيل، والهند، وباكستان، وكوريا الشمالية، وربما تكون أحد أسلحة-stage، والتي قد تستخدم الانصهار ولكن ليس في مرحلتين أجهزة تعمل بتصميم تيللر-أولام. وكانت هنالك مطالب بأن إسرائيل والهند وباكستان وضعت أجهزة ذات مرحلتين بتصميم تيللر-أولام وقد تعرضت للطعن. حيث تمثل الأسلحة النووية الحرارية التصميم الأكثر كفاءة بالنسبة لعائد سلاح إنتاج الطاقة في الأسلحة مع عوائد فوق 50 كيلوطن، وتقريبًا كل الأسلحة النووية المنشورة من قبل قائمة الدول الخمس الحائزة للأسلحة النووية في إطار معاهدة حظر الانتشار النووي وهي اليوم أسلحة نووية حرارية باستخدام تصميم تيللر-أولام.

## لمحة تاريخية
لا يزال هناك جدل حول من توصل أول مرة إلى اختراع هذا النوع من القنابل. حيث أنه في فترة زمنية متقاربة جدا في عام 1955 م زعم أندريه ساخروف من الاتحاد السوفيتي، وإدوارد تيلر مع ستانيسلو أولام من الولايات المتحدة باختراعهم لأول قنبلة هيدروجينية.
لقد واجه العلماء في البداية عدة مشاكل لتحويل حلم القنبلة الهيدروجينية إلى حقيقة، ويتلخص ذلك فيما يلي:
إن عملية اندماج أنوية ذرات الهيدروجين أو نظائره تتطلب وجود حرارة عالية تصل لملايين الدرجات المئوية كتلك الموجودة في مركز الشمس، لذلك قام العلماء بتوفير هذه الحرارة عن طريق إحداث انشطار نووي متسلسل باستخدام (اليورانيوم 235 أو العناصر فوق اليورانيوم كالبلوتونيوم...)، لكن استحال عليهم تقريبا حصر هذه الحرارة العظيمة، ومن بين الحلول التي عملوا عليها للتغلب على هذه المشكلة هي استخدام عملية الحصر المغناطيسي لفصل البلازما عالية الحرارة عن الحاوية لمدة كافية لإحداث الاندماج النووي.
ونظراً للآثار التدميرية الجبارة للقنبلة الهيدروجينية يعتبر هذا السلاح الفتاك محظور استخدامه في الحروب فهو يصعب التحكم به بشكل أكبر من القنبلة الانشطارية.
ومن أهم مميزات القنبلة الهيدروجينية عدم إنتاج مخلفات نووية تدوم لمدة طويلة على عكس القنبلة الانشطارية التي تكون فترة عمر النصف لمخلفاتها بضع آلاف من السنين.

## المعرفة العامة المتعلقة بتصميم السلاح النووي
تعَد المعرفة المفصلة بأسلحة الانشطار والاندماج ضربًا من ضروب المعلومات السرية في الدول الصناعية جميعها تقريبًا. تُصنَف هذه المعرفة في الولايات المتحدة الأمريكية على أنها «بيانات محظورة»، حتى وإن أنشأها أشخاص ليسوا موظفين حكوميين أو مرتبطين ببرامج أسلحة، في مذهب قانوني يعرف باسم «سياسة سرية المعلومات» (رغم أن المكانة الدستورية لهذا المبدأ كانت موضع شك في بعض الأحيان). نادرًا ما تُذكر سياسة سرية المعلومات في حالات المضاربة الخاصة. لم تكن السياسة الرسمية لوزارة الطاقة في الولايات المتحدة هي الإقرار بتسريب المعلومات الخاصة بالتصميم، لأن إقرارًا كهذا من شأنه إثبات صحة المعلومات. في عدد صغير من الحالات السابقة، حاولت الحكومة الأمريكية فرض رقابة على المعلومات المتعلقة بالأسلحة في الصحافة العامة، ونجحت بشكل محدود. وفقًا لصحيفة نيويورك تايمز، تحدى الفيزيائي كينيث دبليو فورد أوامر الحكومة بحذف المعلومات السرية من كتابه بناء القنبلة الهيدروجينية: تاريخ شخصي. ادعى فورد أنه استخدم معلومات موجودة من قبل بل وقدم مخطوطة إلى الحكومة التي أرادت محو أجزاء كاملة من كتابه خشية أن تتمكن الدول الأجنبية من استخدام المعلومات. على الرغم من أن كميات كبيرة من البيانات المُبهمَة نُشرت رسميًا، وكميات أكبر من البيانات المُبهمَة سربها مصممو قنابل سابقين بشكل غير رسمي، فإن أغلب الأوصاف العامة عن تفاصيل تصميم السلاح النووي تعتمد إلى حد ما على تخمينات، أو هندسة عكسية من معلومات معروفة مسبقًا، أو مقارنة مع مجالات مماثلة في الفيزياء (المثال الأول هو اندماج بحصر القصور الذاتي). أسفرت هذه العمليات عن وجود قدر كبير من المعرفة غير السرية بشأن القنابل النووية التي تتفق في العموم مع النشرات الرسمية للمعلومات غير السرية، والفيزياء ذات الصلة، ويُعتقد أنها متسقة داخليًا، على الرغم من وجود بعض نقاط التفسير التي ما زالت تعتبر مفتوحة. شُكلت حالة المعرفة العامة حول تصميم تيلر أولام عن طريق بضعة حوادث محدد.

## المبدأ الأساسي

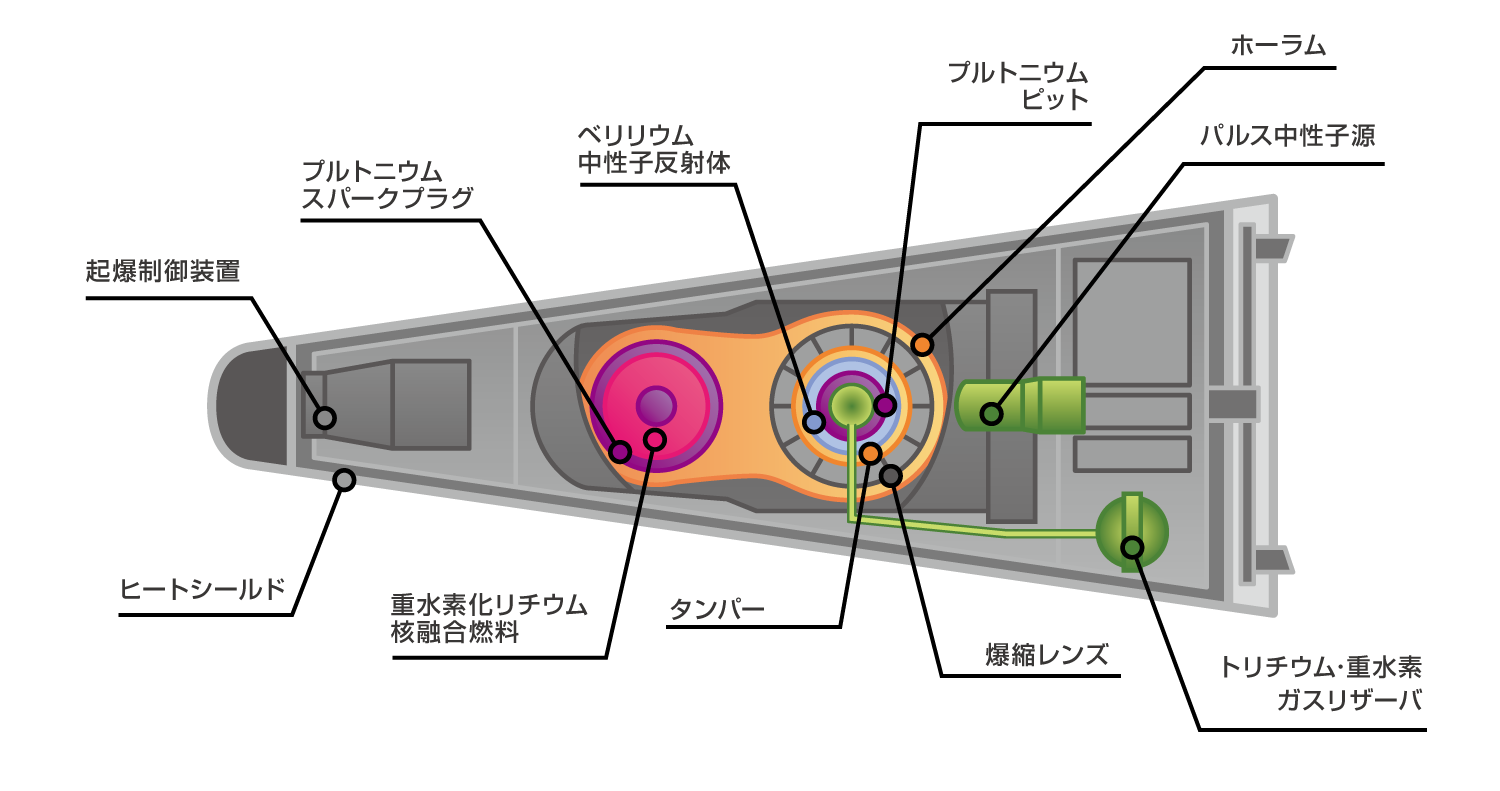
سلاح نووي حراري W87-Mk.21.

المبدأ الأساسي لتصميم تيلر أولام هو فكرة أن أجزاء مختلفة من السلاح النووي الحراري يمكن ربطها معًا على هيئة «مراحل»، فتتوفر الطاقة اللازمة لإشعال المرحلة التالية مع تفجير كل الطاقة. كحد أدنى، يعني هذا جزءًا أوليًا يتكون من قنبلة انشطارية من نوع الانفجار الداخلي («مُستحِث»)، وجزءًا ثانويًا يتكون من وقود اندماج. تضغط الطاقة المتحررة من المرحلة الأولى المرحلة الثانية عن طريق عملية تعرف باسم «الانفجار الداخلي الإشعاعي»، وتُسخَّن عند هذه النقطة وتخضع للاندماج النووي. يمكن لهذه العملية أن تستمر، باستخدام الطاقة المستمدة من المرحلة الثانية مشعلةً بذلك مرحلة ثالثة من الاندماج النووي، ويُعتقد أن قنبلة القيصر الروسية هي جهاز يتكون من ثلاث مراحل انشطار-اندماج-اندماج. يمكن نظريًا عن طريق متابعة هذه العملية بناء أسلحة نووية حرارية ذات عائد إنتاجي عالٍ. يتناقض ذلك مع الأسلحة الانشطارية محدودة العائد، ببساطة لأن كمية كبيرة من الوقود الانشطاري يمكن أن تُجمع في مكان واحد قبل أن يصبح خطر الوصول إلى كتلة حرجة كبيرًا جدًا.